# Henri Gustave Delvigne

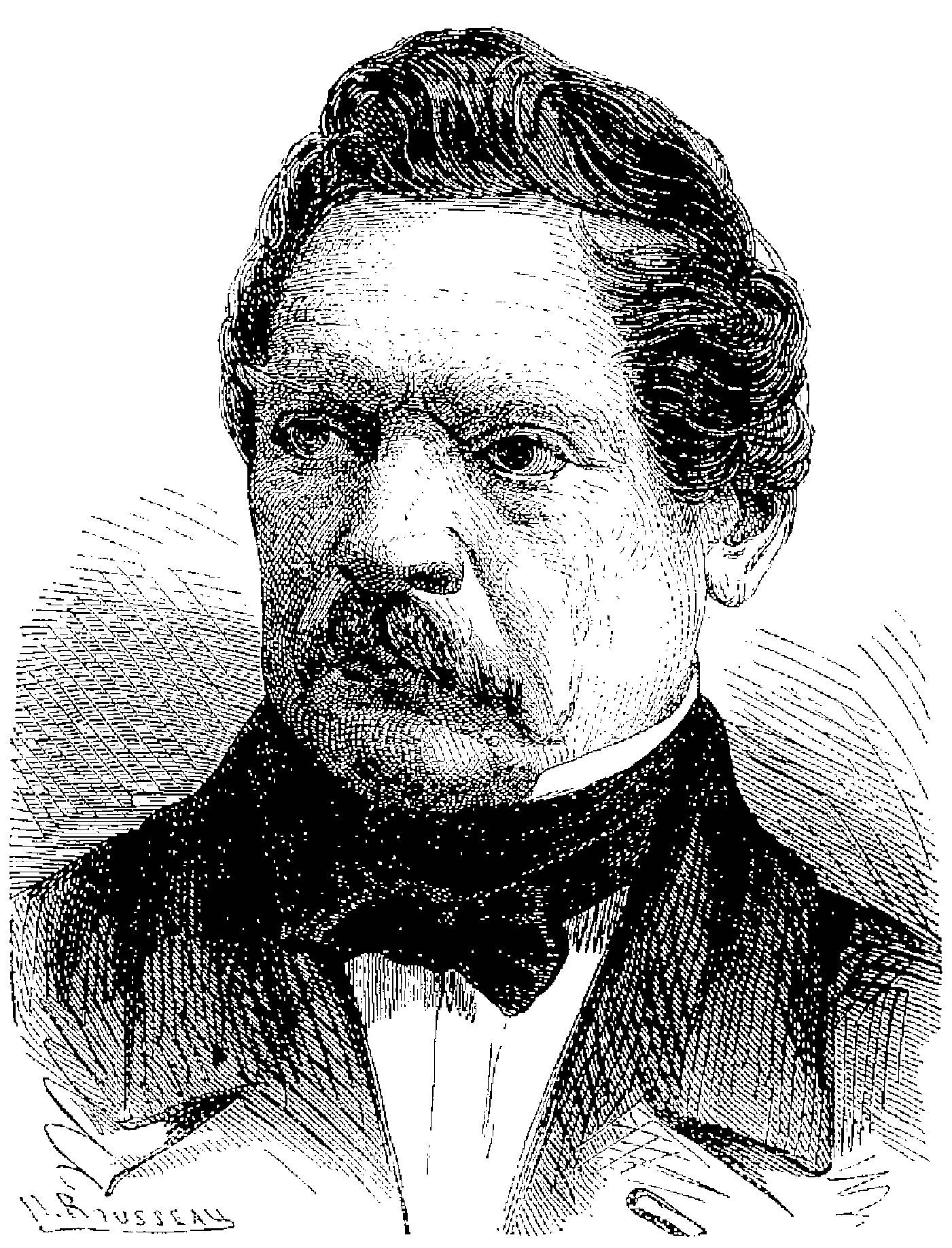

System Delvigne mit verkleinerter Pulverkammer

Henri Gustave Delvigne (* 10. April 1800 in Hamburg; † 18. Oktober 1876 in Toulon) war ein französischer Armeeoffizier und Waffenentwickler. Er revolutionierte die Technologie der Handfeuerwaffen.

## Leben
Delvigne entwickelte das gezogene Gewehr zu einer Waffe, die für die gesamte Infanterie geeignet war. Zuvor war die Verwendung auf Scharfschützen und Jäger beschränkt, da das Laden eines Vorderladers mit gezogenem Lauf es erforderte, das hierfür benötigte passgenaue Geschoss von der Mündung her den ganzen Lauf mit hohem Aufwand hinunterzustoßen. Delvigne erkannte, dass das Geschoss nach dem Einbringen in den Lauf seine Form ändern musste und entwickelte 1826 eine kleine Pulverkammer, auf der das (runde) Geschoss auflag und mit mehreren kräftigen Stößen so verbreitert wurde, dass es den Zügen folgte.
Auch die Spitzkugel ersann er.
Beim Ausbruch der Julirevolution quittierte Delvigne seinen Dienst als Hauptmann der französischen Armee.

## Werke
- Recherchen sur le feu de l’infanterie (1826)
- Exposé d’un nouveau système d’armement pour l’infanterie (Paris 1836)
- Observations sur un nouveau modèle de carabin rayée et sur le feu des tirailleurs en Afrique (Paris 1836)
- Sur l’emploi des belles cylindro-coniques évidées (Paris 1843 und 1849)